# 51
Aquesta pàgina és per a l'any. Per al nombre, vegeu cinquanta-u.

## Esdeveniments

### Llocs

#### Imperi Romà
- Claudi i Vespasià són cònsols.
- Sext Afrani Burre, prefecte del Pretori (51-62), juntament amb Sèneca s'encarrega de l'educació de Neró.

##### Tàrraco
- Es construeix el Teatre de Sagunt.

### Temàtiques

#### Religió
- Segon gran viatge de Pau de Tars: fundació d'una comunitat cristiana a terres gregues
- S'escriu el llibre Thessalonians del Nou Testament (possible data)
- A l'epístola als Galatas, Pau de Tars dona suport a la separació del cristianisme del judaisme.

## Naixements
24 d'octubre - L'emperador romà Domicià.